# Diego Martínez (futbolista nacido en 1992)
Diego Hermes Martínez (General Pacheco, Buenos Aires, Argentina, 5 de julio de 1992) es un futbolista argentino que juega de lateral izquierdo.

## Trayectoria

### River Plate
Participó en la Copa Libertadores Sub-20 de 2012 con el combinado de esa categoría de River Plate, alterno buenas participaciones, se consagraría campeón de esa copa ganándole la final a Defensor Sporting de Uruguay.
Debutó con la camiseta de River el 16 de mayo de 2012 en los cuartos de final de la Copa Argentina 2011/12 ante San Lorenzo, el partido terminó en victoria de su equipo 2-0. Debutó en la Primera División de Argentina el 23 de septiembre de 2012 ante Racing por la fecha 8 del Torneo Inicial 2012, partido que ganaría La Academia 1-0.

### Club Sarmiento de Junín
Con 20 años y al no ser tenido en cuenta por el director técnico Ramón Díaz para encarar el Torneo Inicial 2013, ficha para el conjunto verde, de estadía en la B Nacional. Llegó a préstamo por un año sin cargo y con opción de compra. Con la camiseta de Sarmiento disputó 18 partidos de titular.

### Patronato
Terminado su préstamo en Sarmiento y sin lugar en River Plate llega como refuerzo al Patrón cedido por 18 meses. Disputando 16 partidos en el torneo de transición 2014 y 20 en el campeonato 2015 convirtiendo 2 tantos, además de una ejecución en la serie de los penales en la vuelta de la final del torneo reducido, consiguiendo el ascenso a Primera División.

### New York City
Luego de su préstamo en Patronato, se termina su contrato con River Plate y firma con el New York City F.C, en la que será su primera experiencia fuera del país.

## Estadísticas
- Actualizado al 1 de marzo de 2016.

| Club                             | Temporada           | Liga     | Liga  | Copa Nacional1 | Copa Nacional1 | Copas Continentales | Copas Continentales | Total    | Total |
| Club                             | Temporada           | Partidos | Goles | Partidos       | Goles          | Partidos            | Goles               | Partidos | Goles |
| -------------------------------- | ------------------- | -------- | ----- | -------------- | -------------- | ------------------- | ------------------- | -------- | ----- |
| River Plate Argentina            | 2011/12             | 0        | 0     | 1              | 0              | -                   | -                   | 1        | 0     |
| River Plate Argentina            | 2012/13             | 11       | 0     | 1              | 0              | -                   | -                   | 12       | 0     |
| River Plate Argentina            | Total               | 11       | 0     | 2              | 0              | -                   | -                   | 13       | 0     |
| Sarmiento (Junín) Argentina      | 2013/2014           | 18       | 0     | 0              | 0              | -                   | -                   | 18       | 0     |
| Sarmiento (Junín) Argentina      | Total               | 18       | 0     | 0              | 0              | -                   | -                   | 18       | 0     |
| Patronato Argentina              | 2014                | 20       | 0     | 0              | 0              | -                   | -                   | 20       | 0     |
| Patronato Argentina              | 2015                | 20       | 2     | 0              | 0              | -                   | -                   | 20       | 2     |
| Patronato Argentina              | Total               | 40       | 2     | 0              | 0              | -                   | -                   | 40       | 2     |
| New York City F.C Estados Unidos | 2016                | 4        | 0     | 1              | 0              | -                   | -                   | 5        | 0     |
| New York City F.C Estados Unidos | Total               | 4        | 0     | 1              | 0              | -                   | -                   | 5        | 0     |
| San Martín de Tucumán Argentina  | 2017                | 0        | 0     | 0              | 0              | -                   | -                   | 0        | 0     |
| San Martín de Tucumán Argentina  | Total               | 0        | 0     | 0              | 0              | -                   | -                   | 0        | 0     |
| Total en su carrera              | Total en su carrera | 73       | 2     | 4              | 0              | -                   | -                   | 77       | 2     |

## Palmarés

### Campeonatos internacionales
| Título                   | Club               | Sede | Año  |
| ------------------------ | ------------------ | ---- | ---- |
| Copa Libertadores Sub-20 | River Plate sub-20 | Lima | 2012 |

### Ascensos
| Título                     | Club      | Año  |
| -------------------------- | --------- | ---- |
| Ascenso a Primera División | Patronato | 2015 |